# Франческо Пјеро Бисоло
Франческо Пјеро Бисоло (итал. Francesco Piero Bissolo; око 1470 — Венеција, 20. април 1554) је био италијански сликар. Помагао је Ђованију Белинију при градњи Великог већа Дуждове палате у Венецији и постао је његов следбеник. Био је осредњи сликар религиозних мотива који се служио меким колоритом млетачке школе. Највећи број његових радова налази се у црквама у граду и покрајини Тревизо.